# Донка Ушлинова
Донка Богданова, по мъж Ставрева Христова – Ушлинова, наричана Донка Комитката, е българска революционерка и военна деятелка, четник и терористка на Вътрешната македоно-одринска революционна организация.

## Биография
Родена е в 1885 година в будното западномакедонското мияшко българско село Смилево, тогава в Османската империя. Омъжва се на 15-годишна възраст за Ставри Христов от село Лера, Битолско. В края на август 1902 година с помощта на етървата си Сребра Апостолова и съпруга ѝ Апостол убива местния дерибей Джелеб Реджо Сульов. След това тримата бягат в гората, където намират четата на ресенския войвода Славейко Арсов, който ги облича в четнически униформи. Така Ушлинова се включва в борбата на Вътрешната македоно-одринска революционна организация срещу османското господство в Македония. Осъдена е задочно от османските власти, а къщата ѝ е разрушена.
В Илинденско-Преображенското въстание участва в близо 20 сражения в Битолския революционен окръг край селата Лева река, Смилево, Златари.
Христо Настев си спомня за нея:
| „ | Донка е по-низка на ръстъ и мургава, но съ строго изразителни очи. Особено любознателна и винаги охотно приказлива, лесно се приспособяваше къмъ всички, като добра събеседница. Доста ревнива опонентка на издръжливость към всички незгоди и лишения при нелегалния четнишки животъ, когато ѝ се заговореше за извършеното от тѣхъ убийство, винаги пламваше отъ озлобление, съ което издаваше и наболѣлитѣ си чувства на мѫсть и задоволство, че сѫ премахнали единъ злодей… | “ |

След въстанието се прехвърля в България през Сърбия, като се установява във Варна и започва да следва там. Също там пак се събира със съпруга си.
През Балканската и Междусъюзническата война Донка Ушлинова, заедно с мъжа си, Ставри Ушлинов, е единствената жена доброволка в Македоно-одринското опълчение и служи във Втора рота на Осма костурска дружина. Участва в много боеве, като се отличава в Шаркьой, Галиполи, при пленяването на Мехмед Явер паша, Руен и Султан тепе. За проявен героизъм е произведена в чин ефрейтор и наградена с два ордена „За храброст“ - IV и III степен.
През Първата световна война Ушлинова постъпва доброволка във Втори пехотен македонски полк на Единадесета дивизия. Участва в боевете при Яребична, Дойран, Круша планина и други. Наградена е с орден „За храброст“ II степен, а по-късно в 1917 година е произведена в чин младши подофицер и е наградена с орден „За храброст“ I степен лично от главнокомандващия на действащата армия генерал-лейтенант Никола Жеков. Същата награда получава и съпругът ѝ. Донка Ушлинова е предложена за офицерски чин, но краят на войната осуетява повишението.
След края на войната Донка Ушлинова, заедно със съпруга си, се връща във Варна. Получава еднократна помощ от 10 000 лева, с които построяват малка къща. В 1924 година им се ражда син – Александър. До смъртта си Донка Ушлинова е членка на Варненското дружество на запасните офицери „Другарски съюз“.
Умира на 26 юни 1937 година. На погребението ѝ на 27 юни присъстват илинденци, членове на Съюза на македоно-одринските опълченски дружества, на Съюза на запасните подофицери, на Женското македонско дружество, на Македонските благотворителни братства. На опелото ѝ в храма „Успение Богородично“ говори председателката на Македонското женско дружество Славова и председателят на дружество „Илинден“ Христо Настев, а на гроба ѝ председателят на Дружеството на запасните подофицери Георги Попов.
След смъртта ѝ Македонският женски съюз издава некролог:
| „ | Почина Донка войвода, жена революционерка, героиня, самоотвержен и смел боец за родните идеали… | “ |

- Донка Ушлинова
- Ушлинова в униформа от българската армия с 3 ордена „За храброст“
- Ставри Ушлинов (в бяло) и Донка Ушлинова

## Памет
По време на българското управление в Македония жителите на Лера основават читалище „Донка и Сребра“, носещо името на двете героини от селото. На 27 юни 1943 година е положен основният камък на сградата на читалището.
На Донка Ушлинова е наречена улица в квартал „Симеоново“ в София (Карта).
Връх Ушлинова на Антарктическия полуостров е наименуван на Донка Ушлинова, „участничка в българското освободително движение в Македония, награждавана за храброст във войните от 1912 – 1918 г. за национално обединение“.